# Circonscription de Mizan Teferi
La circonscription de Mizan Teferi est une des 121 circonscriptions législatives de l'État fédéré des nations, nationalités et peuples du Sud, elle se situe dans la Zone Bench Maji. Son représentant actuel est Mekonen Kolunbab Kojoab.